# エステバン・ベルムデス
エステバン・ベルムデス（Esteban Bermudez、1995年10月11日 - ）は、メキシコのプロボクサー。メヒコ州ネサワルコヨトル出身。元WBA世界ライトフライ級王者。

## 来歴
2013年3月7日、プロデビュー。
2019年10月4日、ハリスコ州グアダラハラのギムナシオ・メヒコ・68で元WBC世界ミニマム級王者オズワルト・ノボアと対戦し、4回KO勝ちを収めた。
2021年5月28日、メキシコシティコヨアカンのフォロ・ヴィエナでWBA世界ライトフライ級レギュラー王者カルロス・カニサレスと対戦し、6回2分38秒TKO勝ちを収め王座を獲得した。
2022年6月10日、グアダラハラのドモ・アルカルデで、WBA同級スーパー王者の京口紘人と団体内王座統一戦を行い、8回24秒TKO負けを喫する。これにより王座統一及び初防衛に失敗、1年保持してきたレギュラー王座はスーパー王座に吸収される形で空位となり、王座から陥落した。

## 獲得タイトル
- WBA世界ライトフライ級王座（防衛0）